# 人中之龍 劇場版
《人中之龍 劇場版》（英文：Like a Dragon）是PlayStation 2遊戲《人中之龍》寫實影像化的作品，由《鬼來電》及《妖怪大戰爭》的電影導演三池崇史擔任導演，日本於2007年3月3日在東映系電影院上映。

## 角色
- 桐生一馬：北村一輝
- 真島吾朗：岸谷五朗
- 悟：鹽谷瞬
- 唯：沙耶子
- 澤村遥：夏緒
- 一輝：加藤晴彦
- 澤村由美/美月：高岡早紀
- 野口刑事：哀川翔
- 朴：孔侑
- 伊達真：松重豊
- 錦山彰：真木藏人
- 神宮京平：名越稔洋
- 風間新太郎：鹽見三省

## 製作人員
- 導演：三池崇史
- 編劇：十川誠志
- 製作人：名越稔洋、梅村宗宏
- 製作：SEGA
- 配給：東映

## 主題曲
- CRAZY KEN BAND

## 其他
由於三池導演認為「要將其他媒體題材拍成電影，就需要深入知道原作內容」，因此本作決定電影化後，他就立即購買人中之龍的遊戲，並在三日不眠不休的情況下以「EASY」的難度破關，並藉此細細咀嚼消化整部遊戲的內容。

## 外部連結
- （日語） 人中之龍 電影版 官方網站
- （日語） 人中之龍 電影版 DVD網站 （页面存档备份，存于）